# Живојиновић
Живојиновић је српско патронимско презиме настало од мушког имена Живојин. Значајни људи са презименом су:
- Александар Живојиновић (рођен 1953), познатији као Алекс Лајфсон, канадски музичар
- Бранимир Живојиновић (1930–2007), српски песник, син Велимиров
- Велимир Бата Живојиновић (1933–2016), српски глумац
- Велимир Живојиновић Масука (1886–1974), српски позоришни редитељ
- Фахрета Живојиновић (рођена 1960. као Фахрета Јахић), познатија као Лепа Брена, босанска фолк певачица и супруга Слободана Живојиновића
- Слободан Живојиновић (рођен 1963), српски тенисер